# Làpida de Fermín Canella Secades
L'escultura urbana coneguda pel nom Lápida a Fermín Canella, ubicada al carrer Fruela nº9, a la ciutat d'Oviedo, Principat d'Astúries, Espanya, és una de les més d'un centenar que adornen els carrers de l'esmentada ciutat espanyola.
El paisatge urbà d'aquesta ciutat, es veu adornat per obres escultòriques, generalment monuments commemoratius dedicats a personatges d'especial rellevància en un primer moment, i més purament artístiques des de finals del segle xx.
L'escultura, feta de pedra, és obra de Víctor Hevia Granda, i està datada 1926.
Fermín Canella va ser Cronista Oficial d'Oviedo, a més de rector de la Universitat d'Oviedo, sent nomenat Fill Predilecte de la ciutat. L'escultura és realment una placa esculpida en la seva memòria, que va ser col·locada a la casa on residia l'eminent asturianista i acadèmic. La placa, feta en pedra presenta esculpit el relleu del perfil d'aquest insigne asturià, i el flanqueja per la Creu de la Victòria i l'escut de les Universitat. A més la placa presenta en els laterals externs unes columnes que recorden els del palau de Ramir I.